# Jackson Chauke
Jackson Chauke (* 29. Mai 1985 in Tembisa als Jackson Van Tonder Chauke) ist ein südafrikanischer Boxer.

## Amateurkarriere
Jackson Chauke boxte im Fliegengewicht, gewann 2005 eine Bronzemedaille bei der Commonwealth-Meisterschaft in Glasgow, 2006 die Silbermedaille bei den Commonwealth Games in Melbourne, 2007 ebenfalls die Silbermedaille bei den Afrikaspielen in Algier und 2008 die Goldmedaille beim Afrika-Cup in Vacoas.
Bei der Weltmeisterschaft 2007 in Chicago schied er in der Vorrunde gegen Braulio Ávila aus, erkämpfte sich jedoch bei der afrikanischen Olympiaqualifikation in Windhoek einen Startplatz bei den Olympischen Spielen 2008 in Peking. Dort unterlag er in der Vorrunde gegen Anwar Junussow.

## Profikarriere
Jackson Chauke bestritt sein Profidebüt im Oktober 2008. Im Juli 2019 wurde er Südafrikanischer Meister im Fliegengewicht, im September 2019 WBC International Champion und im April 2021 WBO Global Champion, jeweils im Fliegengewicht.